# Comté de River Gee
Le comté de River Gee est l’un des 15 comtés du Liberia, créée en 2000 à partir du comté de Grand Gedeh. Sa capitale est Fish Town.

## Géographie
Le comté de River Gee est situé à l'est du pays et présente une façade océanique avec l'Atlantique.

## Districts
Le comté est composé de 10 districts :
- District de Chedepo
- District de Gbeapo
- District de Glaro
- District de Karforh
- District de Nanee
- District de Nyenawliken
- District de Nyenebo
- District de Potupo
- District de Sarbo
- District de Tuobo

Initialement, il était divisé en 2 districts :
- District de Gbeapo
- District de Webbo